# Dálnice A25 (Německo)
Dálnice A25, německy Bundesautobahn 25 (zkratka BAB 25), zkráceně Autobahn 25 (zkratka A25), je dálnice na severozápadě Německa. Měří 14 km a spojuje jihozápadní část Hamburku s Geesthachtem.